# Уллегат, Жан-Мишель
Жан-Мишель Уллегат (фр. Jean-Michel Houllegatte) — французский политик, член Социалистической партии, сенатор от департамента Манш, бывший мэр города Шербур-Октевиль.

## Биография
Родился 30 мая 1958 года в Шербуре (департамент Манш). По профессии инженер.
Жан-Мишель Уллегат вступил в Социалистическую партию в 1977 году. Его политическая деятельность неразрывно связана с его родным городом Шербур. После муниципальных выборов 2008 года он занял пост одного из заместителей мэра города Бернара Казнёва, а после отставки последнего в 2012 году был избран мэром Шербур-Октевиля.
В 2008 году он был избран в Генеральный совет департамента Манш от кантона Шербур-Октевиль-Нор-Уэст и занимал свое место до упразднения этого органа в 2015 году вследствие административной реформы. В 2012 году также был избран вице-президентом сообщества коммун Котантена.
После создания в январе 2016 года новой коммуны Шербур-ан-Котантен Жан-Мишель Уллегат стал мэром-делегатом Шербур-Октевиля и вице-мэром Шербур-ан-Котантена по вопросам экономики, высшего образования и развития цифровых технологий.
В сентябре 2017 года Жан-Мишель Уллегат возглавил список социалистов на выборах в Сенат от департамента Манш. Список занял второе место и получил одно место в Сенате, которое и досталось Уллегату. В силу закона о недопустимости совмещения мандатов он ушел в отставку с поста мэра-делегата  Шербур-Октевиля и вице-мэра Шербур-ан-Котантена.

## Занимаемые выборные должности
03.2008 — 23.06.2012 — вице-мэр города Шербур-Октевиль 
 
03.2008 — 03.2015 — член Генерального совета департамента Манш от кантона Шербур-Октевиль-Нор-Уэст 

23.06.2012 — 31.12.2015 — мэр города Шербур-Октевиль 
 
01.01.2016 — 10.2017 — мэр-делегат ассоциированной коммуны Шербур-Октевиль и вице-мэр коммуны Шербур-ан-Котантен 

с 02.10.2017 — сенатор от департамента Манш 